# Tetramesa agrostidis
Tetramesa agrostidis är en stekelart som först beskrevs av Howard 1896.  Tetramesa agrostidis ingår i släktet Tetramesa och familjen kragglanssteklar. Inga underarter finns listade i Catalogue of Life.